# Villarejo del Valle
Villarejo del Valle és un municipi de la província d'Àvila, a la comunitat autònoma de Castella i Lleó.

## Demografia
| 1991 | 1996 | 2001 | 2004 |
| ---- | ---- | ---- | ---- |
| 449  | 510  | 513  | 485  |